# 弗拉基米尔·鲁沙伊洛
弗拉基米尔·鲍里索维奇·鲁沙伊洛（俄语：Владимир Борисович Рушайло，1953年7月28日—），苏联及俄罗斯内务警察。俄羅斯聯邦安全會議秘书（2001年－2004年）。俄罗斯联邦英雄。

## 生平
1953年7月28日出生于坦波夫州莫爾尚斯克。在莫斯科读中学。
1970年，考入莫斯科机床工具学院。1971年，找到工作并放弃学业。
1972年，进入苏联内务部鄂木斯克高等警察学院。1976年毕业，获得法学学士学位。其后在莫斯科内务总局侦讯处工作，先后在盗窃案、谋杀案等部门任职。1988年至1993年，担任莫斯科内务总局刑事侦查局第六局局长，负责团伙犯罪、有组织犯罪事务。1993年至1996年，莫斯科内务总局打击有组织犯罪管理处处长。1992年3月至1996年，兼任莫斯科内务总局地区犯罪管理局局长。
1996年10月，转入俄罗斯联邦内务部工作。1996年12月至1998年，担任俄罗斯联邦委员会（议会上院）法律问题顾问。1998年5月9日，被任命为俄罗斯联邦内务部副部长，兼内务部有组织犯罪处处长。1999年5月至2001年3月，俄罗斯联邦内务部部长。
2001年3月至2004年3月，俄羅斯聯邦安全會議秘书。2004年6月至2007年10月，独立国家联合体执行委员会主席。2007年12月至2013年9月，俄罗斯联邦委员会（议会上院）议员，代表阿尔汉格尔斯克州，同时担任法律和司法问题委员会第一副主席。
2010年5月被任命为俄罗斯联邦总统对吉尔吉斯斯坦关系特别代表，赴比什凯克同吉临时政府和各派政治力量进行磋商。2014年8月，从内务部门退役。
2013年10月至2019年2月，俄罗斯国家石油管道运输公司副总裁。

## 政策
2005年4月，与上海合作组织秘书长张德广签署《上海合作组织秘书处与独立国家联合体执行委员会谅解备忘录》。

## 荣誉
- 俄罗斯联邦英雄（1999年10月27日）
- 三级祖国功勋勋章（2003年）
- 勇气勋章（1998年）
- 荣誉勋章（1998年）
- 个人英勇勋章（1992年）
- 一至三级圓滿服役獎章[8]